# 沿河城站
沿河城站是丰沙铁路上的一个小火车站。该站位于北京市门头沟区斋堂镇沿河城村境内，距离北京站79公里，沙城站42公里。建设于1952年，为上行车站。